# 國定忠治 信州子守唄
『國定忠治 信州子守唄』（くにさだちゅうじ しんしゅうこもりうた）は、1936年（昭和11年）製作・公開、マキノ正博監督による日本の長篇劇映画である。新字体表記『国定忠治 信州子守唄』。

## 略歴・概要
マキノトーキー製作所の設立祝いに、と伊藤大輔が1927年（昭和2年）に手がけたサイレント映画『忠次旅日記』三部作の脚本をマキノ正博に贈り、これを原作として製作したトーキー作品である。内容は伊藤における『忠次旅日記 信州血笑篇』（1927年）に当たる。月形龍之介が忠治役を演じるのは本作のみで、『忠治血笑記』以降、月形サイドの都合のため、代役が立った。
東京国立近代美術館フィルムセンターの資料によれば、本作の監督は「マキノ正博」のみであり、脚本については脚色を千々喬一、潤色をマキノ正博が行ったとしており、これは原則的に現存する上映用ポジフィルムのクレジットに依拠するものである。文化庁の「日本映画情報システム」、インターネット・ムービー・データベースでは、これと同じ記述がなされている。これに対し、日本映画データベース、allcinemaでは、監督・脚本ともに「千々喬一、マキノ正博、久保為義」の共同名義とされている。本稿では前者に依拠し、後者を上記のように併記した。
2012年（平成24年）11月現在、本作の原版ネガフィルムは散逸して残っておらず、19分に短縮されたものを復元した上映用ポジフィルムのみが現存し、東京国立近代美術館フィルムセンターに所蔵されている。

## スタッフ・作品データ
- 製作・監督 : マキノ正博
- 原作 : 伊藤大輔
- 脚色 : 千々喬一
- 潤色 : マキノ正博
- 撮影 : 藤井春美
- 録音 : マキノ正博

- 製作 : マキノトーキー製作所
- 上映時間（巻数 / メートル） : 79分（8巻 / 不明メートル）[1] / 19分 （509メートル、短縮版復元）[2]
- フォーマット : 白黒映画 - スタンダードサイズ（1.37:1） - モノラル録音
- 公開日 :  日本 1936年2月18日
- 配給 :  千鳥興行
- 初回興行 : 千日前・芦辺劇場

## キャスト
- 月形龍之介 - 國定忠治[3]
- 澤村國太郎 - 板割の浅太郎[3]
- 光岡龍三郎
- 葉山純之輔 - 三ツ木の文蔵[3]
- 淺野進二郎
- 雲井龍之介
- 水原洋一
- 大泉慶治
- 原駒子
- 野津操[6] - 勘太郎[5]

## シリーズ
1. 國定忠治 信州子守唄
2. 忠治血笑記
3. 忠治活殺剱